# Peter Gast

Heinrich Köselitz

Peter Gast, eigentlich Heinrich Köselitz, vollständig Johann Heinrich Köselitz (* 10. Januar 1854 in Annaberg; † 15. August 1918 ebenda), war ein deutscher Schriftsteller und Komponist. Bekannt ist er als langjähriger Freund und Mitarbeiter von Friedrich Nietzsche.

## Leben und Wirken

### Jugend, Ehe, Bekanntschaft mit Nietzsche und eigenes Schaffen

Jugendbild von Heinrich Köselitz

Johann Heinrich Köselitz wurde 1854 als Sohn des Annaberger Vizebürgermeisters Gustav Hermann Köselitz (1822–1910) und dessen aus Wien stammender Frau Caroline (1819–1900) geboren. Sein jüngerer Bruder war der Maler Rudolf Köselitz. Heinrich Köselitz studierte ab 1872 an der Universität Leipzig bei Ernst Friedrich Richter Musik. 1875 wechselte er an die Universität Basel, wo er Vorlesungen Jacob Burckhardts, Franz Overbecks und Friedrich Nietzsches hörte. 1877 griff er in einem Beitrag für eine Zeitschrift den Basler Musikdozenten Selmar Bagge scharf an, was einen kleinen Skandal verursachte.
Am 3. September 1900 heiratete er in Weimar Franziska Elise Wagner (1874–1966). Aus der Ehe ging die Tochter Johanna Elisa Carina Gast (* 25. Januar 1902 in Weimar; † 27. Oktober 1919 in Annaberg) hervor.
Zu Friedrich Nietzsche entwickelte sich bald eine Freundschaft. Köselitz las dem zeitweise fast blinden Philosophen vor und ließ sich von ihm Schriften diktieren. Bei allen Werken Nietzsches ab 1876 war er bei der Erstellung des Druckmanuskripts behilflich, las Korrekturbögen und griff manchmal auch in die letzte Textgestaltung ein; er fungierte also als eine Art Sekretär. Nach übereinstimmender Meinung von Interpreten schätzte und überschätzte Nietzsche Köselitz als Musiker und helfende Hand, während Köselitz seinen ehemaligen Lehrer verehrte, wohl auch verklärte und ihm bis zur Selbstaufgabe zu Diensten war.
Bei einem gemeinsamen Aufenthalt in Recoaro im Frühjahr 1881 prägte Nietzsche für Köselitz das Pseudonym „Peter Gast“ (auch: Pietro Gasti), unter dem dieser von nun an seine Werke veröffentlichte und in der Nietzsche-Rezeption bekannt wurde. Peter Gasts musikalisches Hauptwerk ist die „komische Oper in drei Akten“ Der Löwe von Venedig. Versuche Gasts und Nietzsches, sie schon in den 1880er-Jahren zur Aufführung zu bringen, scheiterten alle. Das Werk wurde im Februar 1891 in Danzig uraufgeführt – unter der Leitung des Nietzsche-Briefpartners Carl Fuchs und unter dem Originaltitel Die heimliche Ehe (Il matrimonio segreto). Unter dem von Nietzsche vorgeschlagenen Titel Der Löwe von Venedig erlebte sie 1933 noch elf Aufführungen im Chemnitzer Opernhaus und 1940 in Regensburg. Ausschnitte aus der Oper kamen 1947 in Annaberg zur Aufführung, 2013 dirigierte Naoshi Takahashi im Annaberger Eduard-von-Winterstein-Theater das Werk in der Inszenierung von Tamara Korber.
Köselitz wurde finanziell von seinem Vater, zeitweise auch von Nietzsches Freund Paul Rée unterstützt. Außer als Musiker und Herausgeber von Schriften und Briefen Nietzsches arbeitete er unter weiteren Pseudonymen (etwa Ludwig Mürner, Peter Schlemihl oder Petrus Eremitus) als Schriftsteller; er verfasste Beiträge – darunter Erzählungen und Fabeln – für verschiedene Zeitschriften.

### Herausgeber Nietzsches

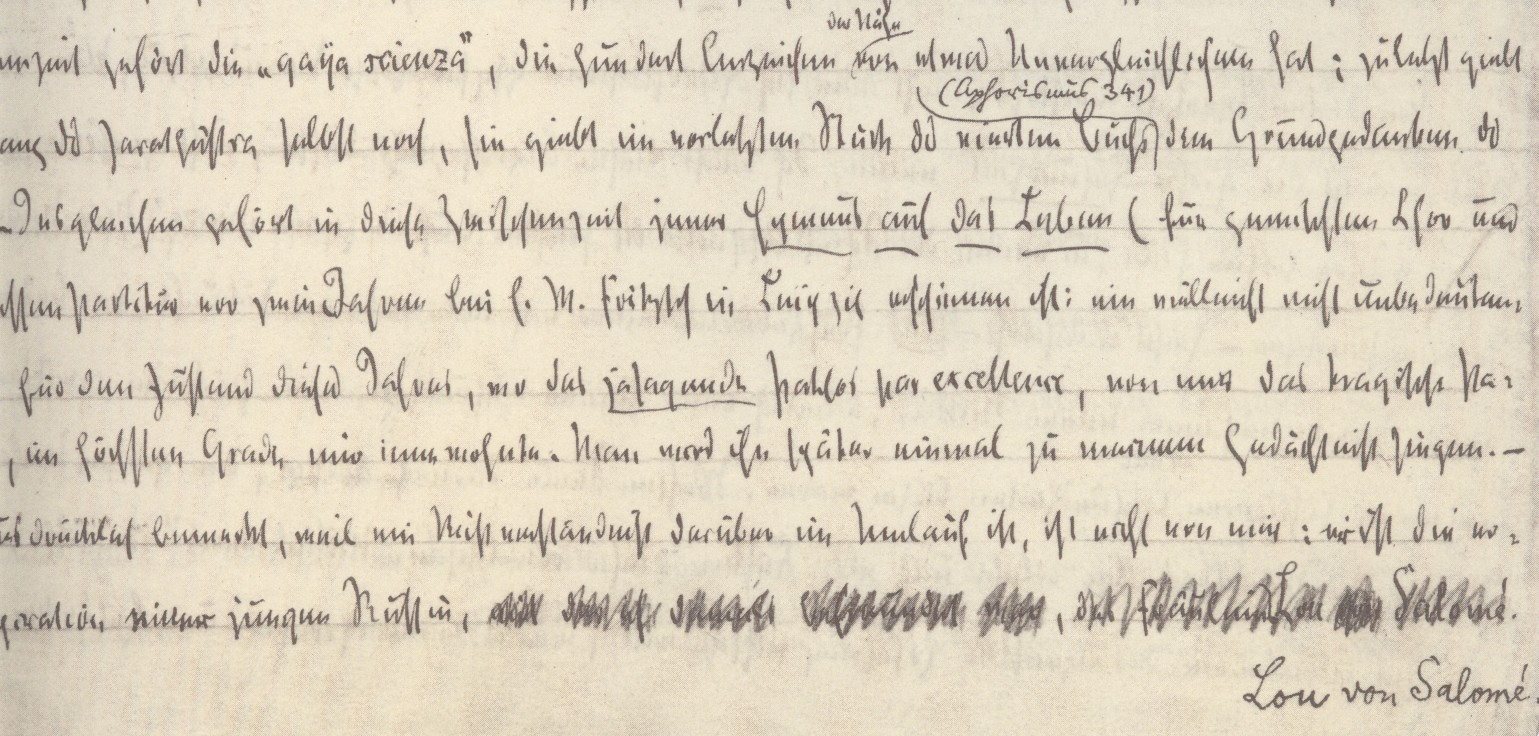
Eingriffe ins Druckmanuskript von Ecce homo

Nach dem geistigen Zusammenbruch Nietzsches 1889 beriet Peter Gast mit Franz Overbeck und Nietzsches Verleger über den weiteren Umgang mit Nietzsches Werk und sicherte die druckfertig hinterlassenen Schriften sowie den Nachlass. Ab 1891 wollte er die erste Gesamtausgabe (mit eigenen Vorworten) herausgeben. Diese wurde von Elisabeth Förster-Nietzsche nach 1893 gestoppt und eingestampft; die Schwester des Philosophen übernahm nun die Kontrolle über das Werk und den Nachlass. 1899 konnte sie Gast für die Arbeit im von ihr gegründeten Nietzsche-Archiv gewinnen; er wurde vor allem gebraucht, weil er als einziger Nietzsches Notizen entziffern konnte. In den kommenden Jahren gab er mit Förster-Nietzsche Der Wille zur Macht heraus, das als angebliches Hauptwerk Nietzsches angepriesen wurde, tatsächlich aber eine fragwürdige Kompilation von Nachlassmaterial war. Gast beteiligte sich auch an Kampagnen gegen Kritiker am Archiv, darunter ehemalige Mitarbeiter sowie Franz Overbeck und Carl Albrecht Bernoulli. 1909 brach er erneut mit Förster-Nietzsche und äußerte sich nun in privaten Briefen heftig gegen das Archiv.
Erst 1969 wurde in seinem Nachlass von Mazzino Montinari die heute als endgültig geltende Fassung eines Kapitels von Nietzsches Ecce homo gefunden. Sie enthält schwere Angriffe Nietzsches gegen seine Mutter und Schwester. Die Nietzsche-Forschung geht heute davon aus, dass Gast und Förster-Nietzsche aufgrund eines zeitweiligen Abkommens zusammenarbeiteten: beide besaßen Schriftstücke Nietzsches, die für den jeweils anderen unangenehm waren.
Ab 1910 lebte und arbeitete Heinrich Köselitz wieder in seiner Heimatstadt Annaberg. Hier schrieb er (auch unter dem Pseudonym „Peter Schlemihl“) Gedichte, Essays und Humoresken (teilweise in erzgebirgischer Mundart); er setzte sich für die Bewahrung der Mundart sowie deren Reinheit und Verbreitung ein. Am 15. August 1918 starb er als „Petrus Eremita“ in seinem „Epikur-Garten“, wie er sein Zuhause nannte.
Es gibt in Annaberg einen Köselitz-Platz und eine Peter-Gast-Straße. In Berlin/Köpenick wurde die ehemalige Wendenstraße (1866–1939) in der Villenkolonie Wendenschloss 1939 in Peter-Gast-Weg umbenannt. Anlässlich seines 150. Geburtstages veranstaltete Annaberg – nach jahrzehntelangem Schweigen über ihn – eine Festwoche mit seinen Werken. Im März 2012 fand im Kulturzentrum Erzhammer in Annaberg-Buchholz eine Soiree zu Leben und Werk statt, zu der Lieder aus Op. 4 und 7 von Peter Gast erstmals in Deutschland erklangen. Der größte Teil des Peter-Gast-Archivs befinden sich in der Klassik Stiftung Weimar im dortigen Nietzsche-Archiv. Dort sind auch Bestände aus dem verschollen geglaubten Annaberger Nachlass archiviert.
Im Münchner Literaturarchiv Monacensia liegen Briefe Gasts, darunter 323 Briefe an eine Unbekannte.

## Werke
- Scherz, List und Rache (Komische Oper, nach Goethe-Text; 1881/1882)
- Williram und Siegeer (Opernentwurf, Tragödie, 3 Akte (1878–1880), nur 3 Szenen des 1. Aktes vollendet, Libretto vom Komponisten)
- König Wenzel (Opernentwurf um 1889)
- Miska-Csárdás (1885)
- Helle Nächte (1887, Arnold Böcklein gewidmet, genannt „Ungarische Sinfonie“)
- Der Löwe von Venedig (Oper, 1. Fassung 1884–1891), Premiere 23. Januar 1891, Stadttheater Danzig (unter dem Titel Die heimliche Ehe), weitere 11 Aufführungen 1933 in Chemnitz, 1940 in Regensburg und 2013 in Annaberg-Buchholz.
- Lieder (Op. 1–9), Arien und musikalische Dichtungen wie z. B. Lethe, Nachtfeier, Waldweben, (entstanden zwischen 1893 und 1905), er vertonte u. a. Lyrik von Rudolf Baumbach, Anna Klie, Friedrich Daumer, Conrad Ferdinand Meyer, Johann Wolfgang von Goethe, Paul Heyse, Joseph von Eichendorff, Friedrich Rückert, Kurt von Zelau, Max Zerbst, Anna Ritter, Friedrich Hebbel, Ludwig Uhland, Wilhelm Müller, Anton Ohorn. Diese Werke sind um 1900 bei Friedrich Hofmeister in Leipzig verlegt worden.
- Schauspielmusik zum Harzfestspiel Walpurgis von E. Wachler (1903), gemeinsam mit Adolf Emge
- Reichshymne für Kirche, Schule und Vaterland (Orgel, Chor, Posaunenchor, 1916)

Texte in Hochdeutsch und in erzgebirgischer Mundart
- Verwerrtes Volk (1893),
- Pfarrer Wildsche und einige andere Gedichte (1896)
- Aphorismen zur Lebensweisheit (um 1900)

Leseprobe eines Mundartgedichtes
Ze Rockn
Heit is de Reih´ an mir: Ihr Leit

kommt ’rei! Iech will drzehln.

Weil nu de Kinner schlofn sei,

do braucht’s kä’ gruß’ Verhehln:

Iech red’, wie mir dr liebe Gott

ne Schobel wachsn ließ;

kimmt’s epper mol ze hanebieng,

do seid mer neer net bies!

Mir Bauern, die im’s liebe Brud’

sich ploong Gahr aus, Gahr ei’,

mir känne net su zimperlich

als wie de Stadtleit’ sei.

Mir sei aus ganzn Holz geschnitzt,

mir redn daarb und racht,

mir redn vun dr Laaber wack

– bezacht wie u’bezacht!

Waar dodrmiet zefriedn is,

Glickauf! Dos is mei’ Ma’!

In dann stackt Witz! In dann stackt Kraft!

Daar is  – kä’ Hubelspah’!…
- ze Rockn gih oder hutzn gih heißt: nach dem Abendessen zu einer befreundeten Familie gehen, bei der sich meist noch Andere zu Geplauder, Singen und Arbeit zusammenfinden. Der erste Ausdruck (vgl. Rocken) deutet auf das ehemals dabei üblich gewesene Spinnen – erläutert Heinrich Köselitz sein Gedicht.